# 緒田マリ
緒田 マリ（おだ マリ、3月3日 - ）は、日本の女性声優。主にアダルトゲームに声をあてている。

## 人物
名前の由来は「お黙り」から。これは当時の所属事務所からのお仕事がなかなかなく、事務所に内緒でアルバイトをしたところバレてしまい怒られてしまう。その次に内緒でアルバイトしたときにスタッフから「キャストロールに名前載りますけどどうしますか？名前使えないですよね？」と尋ねられ、「事務所には何も言わせない、お黙り！」という意味をこめて緒田マリにしたという。
なお「緒田マリ」が正しい表記であるが最初は「織田マリ」であった。デビュー作であるPiaキャロットへようこそ!!3では「織田マリ」でクレジットされている。

## 出演

### ゲーム

#### 2001年
- Piaキャロットへようこそ!!3（木ノ下 貴子）[3]

#### 2002年
- あいかぎ 〜ひだまりと彼女の部屋着〜（山岸 めぐみ）[4]
- イザナギ伝承 〜2010磐姫誕生〜（宇美、安堂 加奈）[4]
- Piaキャロットへようこそ!!3 ヒロインズFunBox（宇美、安堂 加奈）[4]
- ほしまつりのうた（風見 陽子）[4]

#### 2003年
- あいかぎ 〜ひだまりと彼女の部屋着〜(DC版)（山岸 めぐみ）[5]
- あいかぎ 〜ぬくもりと日だまりの中で〜(PS2版)（山岸 めぐみ）[5]
- 喪失郷（新城 聖美）[5]
- 虹の彼方に（橘 秋華、橘 夏生）[5]
- 緋の月（さくら）[5]
- Piaキャロットへようこそ!!3(PS2、DC版)（木ノ下 貴子）[5]
- Magistr Temple（漣）[5]
- Maple Colors（坂本 加奈子、右田 純一[5]、女子B[6]）
- モノグラフ 〜遠い約束〜（八神 つかさ）[5]

#### 2004年
- AngelWish（香月 あや）[7]
- 汚辱遊戯（長浜 薫）[7]
- 夏ノ空（葉山 奈緒）[7]
- 教祖様の野望 〜帝都コスプレ化計画〜（皇 優美、澄栗 和沙）[7]
- SHUFFLE!（紅薔薇 撫子）[7]
- Dear My Friend（森川 こずえ、小日向 ゆかり、相原 早苗）[7]
- 特別病棟（高山 和美）[7]
- 友達以上恋人未満（壬生 大助）[7]
- Pink Style（水戸 さくら）[7]
- PussyCat 〜牝猫たち〜（風間 萌絵）[7]
- ぬいぐるまー（るあ、SICK）[7]
- 魔将の贄（レミー・フェンネル）[7]
- まじれす!!〜おまたせリトルウィング〜（次藤 洋子）[7]
- メイド嗜好〜恥辱の館〜（祐天寺 美羽）[7]
- 夜勤病棟・参（御影 麗佳）[7]
- らずべりー（柚木 早苗）[7]

#### 2005年
- AYAKASHI（ユキ）[8]
- CANDY GIRL（理恵）
- いつわり 〜淫虐の美人姉妹〜（安見 静佳）[8]
- エレベーターパニック 〜密室の淫行〜（久佐野 夏芽）[8]
- おね♥たま 〜ボクとお姉ちゃんと狐の湯〜（片桐 美久）[8]
- 学園2〜淫虐の図式〜（高柳 香織）[8]
- 機動少女プリティギア（花菱 みゆ）[8]
- CLEAVAGE（藤堂瑛里華）[8]
- しろクロ 〜白いこころと黒いツルギ〜（高敷 はるな）[8]
- ダイブボカン 〜おしおきだガメ〜（デパガメ）[8]
- DARK †失楽の姉妹人形（エウレカ）[8]
- 超光戦隊ジャスティスブレイド2 〜世界制覇へのカウントダウン〜（蒼月 まなみ）[8]
- 天衣舞装ルクシオン（水蓮堂 美羽）[8]
- Dear My Friend 〜Love like powdery snow〜(PS2)（森川 こずえ ）[8]
- ひなたると-ひなたぼっこファンディスク-（白岡沙耶）[8]
- 炎の孕ませ転校生（三樹 原里美、霧崎真奈香、真崎ほのみ）[8]
- マロングラッセ（長丘 玲）[8]
- 御魂のゆき（白岡沙耶）[8]
- 冥色の隷姫 〜緩やかに廃滅する青珊瑚の森〜（セオビット）[8]
- モノごころ、モノむすめ。（夢愛、マイ）[8]
- 凌辱連鎖（藍沢 皐）[8]

#### 2006年
- い・き・な・り・許嫁!〜姫様のお輿入れ〜（二条 忍）[9]
- CANDY GIRL（理恵）[9]
- CooL!! 〜強娘純恋歌〜 （嘉手納氷澄）[9]
- 聖奴隷学園（常盤 未優）[9]
- 女教師・ゆうこ（榊 いづみ）[9]
- 肉助の桃色修学旅行（はやて）[9]
- NOZOKI魔（彩川 真菜）[9]
- 人妻コスプレ喫茶2（西園寺 リサ）[9][注 1]
- 牝教師 〜淫辱の教室〜（支倉律子）[9]
- Really? Really!（紅薔薇 撫子）[9]
- 隷嬢倶楽部 〜堕辱の虜囚達〜（火浦 陽子）[9]
- 籠絡 〜淫戯に堕ちる〜（今井 双葉）[9]

#### 2007年
- 赤いCanvasシリーズ なでしこ 〜朱色のらせん〜（笹峰 志津流）[11]
- 淫渦学園大戦（神楽 葉子）[11]
- 淫DAYS（水口 夏海）[11]
- Witch'sSlave 〜ワタシの脚をお舐め〜（有沢 妃那乃）[11]
- カタハネ（シルヴィア・ペレッツ）[11]
- 処女奪館（七布施 凛音）[11]
- スチュワーデス桃語（本間有希）[11]
- 続・凌辱荘（遠野 宏美）[11]
- D.C. 〜ダ・カーポ〜 DVD Players Game さくら編（純一(少年時代)）[11]
- D.C. 〜ダ・カーポ〜 DVD Players Game 音夢編（純一(少年時代)）[11]
- 人妻奴隷計画（秋山 ひより）[11]
- プリミティブリンク（キリア・セレンツ）[11]
- 魔女狩りの騎士 〜人格転移の檻〜 （ルマーカ・ボルジア）[11]
- 牝教師2 〜淫従の螺旋〜（風間 直美）[11]
- ラヴァーズ・コレクション（島本 幸枝）[12]
- らくてん 〜この世の楽園?あの世の天国!?〜（上水 流舞）[11]

#### 2008年
- 戦女神ZERO（エカティカ、レクシュミ）
- オトメスマイル（藤間 唯）[13]
- 虐襲3（アイラス・ランドクルス）[13]
- 処女のシモベくん♪（一条 七々織）[13]
- 絶対女子寮域!（波多野 和子、猫之助）[13]
- へんしん彼女 〜はるかが○○に着替えたら〜（はるか、ハルカ）[13]
- 魔剣少女エンヴィー 〜Blade of Latens・炎の継承者〜（リゼット）[13]
- Maple Colors 2（御来屋 藍）[13]
- 要!エプロン着用（角森 奈々子）[13]
- LILITH-IZM02 〜中出し/孕ませ編〜（一条 七々織）[14]
- 輪姦倶楽部（田村 素子）[15]

#### 2009年
- アトリの空と真鍮の月（九重 神那）[16]
- お母さんがいっぱい!!（鈴木 花憐）[16]
- お姉ちゃんチェ〜ンジ!（水沢 雪菜）[16]
- 紫電 〜円環の絆〜（白真宮 姫乃）[16]
- SHUFFLE! Essence+（紅薔薇 撫子）[16]
- 触装!魔法少女ヒカル（有紀 アスカ）[16]
- Tiara[16]
- つく×つく〜お姉さんナースに尽くされるゲーム〜（高梨 明日香）[16]
- 必殺シコキ屋稼業（徹子）[16]
- 肉体操作（宮西 若菜）[16]
- 満淫電車2（氷室 沙絵）[16]

#### 2010年
- 戦女神VERITA（レクシュミ・パラベルム）[17]
- 桜花センゴク〜信長ちゃんの恋して野望!?〜 （徳川 家康ちゃん）[18]
- 鋼鉄の魔女アンネローゼ（李 美鳳）[18]
- しすたー・すきーむ2（梁川 美咲）[18]
- JINKI EXTEND Re:VISION（メルJ・ヴァネット）[18]
- Knight Carnival!（ボールス）[18]
- MISAO 〜淫辱忍法伝〜（水瀬 すみれ）[18]

#### 2011年
- 大帝国（平賀 津波）[19]
- イヅナ斬審剣（常願寺 巴）[20]
- 虐襲4（ヘディ・シュタイナー[21]、アイラス[22]）
- 必殺痴漢人II（アイラス）[23]
- 学園退魔! ホーリー×モーリー（御子柴 晶）[24]
- Mてぃーちゃー 彼女♂の悩み多き教育事情（皐月 芽依）[25]
- たいせつなきみのために、ぼくにできるいちばんのこと（久我 トキ子）[26]
- 爆乳妻色倶楽部 〜淫乳女社長妻 麗華!（伊集院 麗華）[27]
- 久遠の絆 THE ORIGIN（せつ）
- Tiny Dungeon 〜BIRTH for YOURS〜（バリアリーフ＝クリート）[28]
- SHUFFLE! Love Rainbow（紅薔薇 撫子）[29]
- ひなたテラス 〜We don't abandon you.〜（おばば）
- LILITH-IZM06 〜デジアニメwithリリー&リリア外伝〜（李 美鳳）[30]（キリコ）[31]

#### 2012年
- 虐襲4 EXTRA SCENARIO（ヘディ・シュタイナー）
- Thief and troll（シャルト＝コーニッシュ）[32]
- えれくと!（ラミア・ノエルトファー）[33]
- 女系家族III 〜秘密HIMITSU卑蜜〜（唐沢 彩子）[34]
- LILITH-IZM08 のぶしと黒IZM（水瀬 すみれ）[35]

#### 2013年
- 終奏のオーグメント（後藤万里）
- ひなたのつき（ツキヨ）
- 魔導巧殻 ～闇の月女神は導国で詠う～（モクラン、レクシュミ）
- 我が家のヒメガミさまっ!（三雲 いずみ、澤宮 司信）

#### 2014年
- Endless Dungeon（バリアリーフ＝クリート）
- 俺がヤマタノオロチなら（橘 ゆずの）

#### 2015年
- Love and Peace（目黒 敬子）
- 不良少年女体化 ～いじめっ子は調教してしまえっ!～（仁科 鏡）
- ハルキス（瀬戸 撫子）
- Love and Peace（目黒 敬子）

#### 2016年
- らぶきゅばす! ～おんなのこあくま♀♂おとこのこあくま～（りぃね）

#### 2023年
- 水月 ～すいげつ～ Grand Package（香坂 アリス）

### ドラマCD
- あ・りとるすたぁ（田上マリ）[36]
- Piaキャロットへようこそ!!3〜高井さやか編〜（木ノ下貴子）[36]
- Piaキャロットへようこそ!!3〜愛沢ともみ編〜（木ノ下貴子）[36]
- 緋の月オーディオ・ドラマ夢もう一夜（さくら）[36]
- 月嬢 〜月夜の下で咲く、白百合の学園〜（相沢麻奈、立木美紀）[36]
- ほのかな媚薬（伝説の美女ミイラ）[36]
- Really? Really! オリジナルドラマCD 秋色のCherry Blossom（紅薔薇撫子）[36]
- Really? Really! オリジナルドラマCD2 冬のHappy End（紅薔薇撫子）[36]
- 私は私のまま、誰にでも変われるVol.1（家庭科の先生）[36]
- 私は私のまま、誰にでも変われるVol.3（沙羅）[36]
- こいびとどうしですることぜんぶアンコール（よしこはん、室井っちゃん）[36]
- 処女絢爛 [限定版] ドラマCD」『麗那会長ゴキゲンナナメ』（水元）[36]
- 巨乳家族（宗氏リツコ）（原作：みずきひとし 同人出版）
- 夢見る貝（堂島 貢）[37]

### OVA
- 淫欲特急ゼツリンオー（つばめ）[38]
- CLEAVAGE（藤堂 瑛里華）[38]
- 御魂 〜忍〜（紫芳）[38]
- DEEP VOICE（荻 巧）[38]
- 喪失郷　其ノ一　淫鬼な寒村（村田 君枝）[38]
- Maple Colors 第一幕 Hな激闘編（坂本 加奈子）[38]
- Maple Colors 第二幕 青春H編（高野 聖）[38]
- 夜勤病棟・参（御影 麗佳）[38]
- 妻とママとボイン（四ツ葉 地鶴、山吹 天奈）[38][39]
- りんかん倶楽部全4話（田村 素子）[40][41][42][43]

### ソーシャルゲーム
- ダンジョンズ＆プリンセス（オグ、ヤヤ）[44]

### サウンドノベル
- ホラーサウンドノベル 隣人（悠木 佳枝）[45]

### 音声作品
- 熟れた女︰04 彼女のお母さん(S彼女)
- 熟れた女︰07 アルバイト先のパートおばさん(S彼女)
- 【バイノーラル】囁き・耳かき・添い寝・隠れ宿 夢見亭 春乃・夏帆・幻乃(ristorante)
- 【バイノーラル】囁き・耳かき・添い寝・隠れ宿 夢見亭 奏雨  (ristorante)
- 秘密の花園〜咲き乱れる乙女たち〜(まっしゅる〜む)
- 魅惑の性教育メイド8人(スイートポット)
- くれない荘のわけありな女たち(スイートポット)
- 絶頂アクキメ31人ぶった切り！(スイートポット)
- 君は可愛い弟だから(はいてんしょ〜ん)
- お姉ちゃんは何でも知っている(はいてんしょ〜ん)
- 勝気内気な妹ふたりでお兄ちゃんのお嫁さんにどっちがふさわしいか
- 選んて宣戦布告されるCD(はいてんしょ〜ん)
- 犬神さまはご主人様がだぁいすき(はいてんしょ〜ん)
- 弟(兄)との新婚生活に妹(姉)かを邪魔だ！(はいてんしょ〜ん)
- 緒田マリとひむろゆりの好き勝手やっちゃうもん！(はいてんしょ〜ん)
- 大野まりなと緒田マリの「まり☆まりなForever」(はいてんしょ〜ん)
- 緒田マリのぴんくのCD〜ぴんくなお仕事レッスン編〜(はいてんしょ〜ん)
- 誘惑病棟～白衣の天使は発情モード～(はいてんしょ〜ん)2020年 出演 緒田マリ 榊木春乃

他多数
(順不同)

### CD
- MARI side A 【緒田マリ・ボーカルアルバム】(まっしゅる〜む)他
- MARI side B 【緒田マリ・ボーカルアルバム】(まっしゅる〜む)他

ニコ生
- マリ(緒田マリ)と春乃(榊木春乃)の「誘惑病棟」宣伝ラジオ！(2020年)(お休み中)

## インターネットラジオ
- 緒田マリと三園あすかのぶっちゃけどうなの?（studio774）
- こちらメイキュウ探偵局（準レギュラー）
- 大野まりなと緒田マリのまり☆まりな♪
- マリ・春乃・ありすの絶対リリス2
- マリと春乃の絶対リリス2.5